# Weisz Mór (budapesti rabbi)
Weisz Mór (Verbó, 1872. október 2. – Budapest VII. kerülete, 1929. március 18.) magyarországi zsidó rabbi.

## Élete
1889-től 1899-ig volt a budapesti Rabbiképző növendéke. 1898-ban avatták bölcsészdoktorrá Budapesten, 1900-ban pedig rabbivá. Ezt követően a pesti Chevra Kadisa rabbijaként működött a Kozma utcai izraelita temetőben. Harminc éven át több, mint 60 000 temetést végzett.
Történészként is működött, több munkát írt az olasz zsidók története köréből.
1929-ben a rabbinak gyomorfekélye volt, amely súlyos hashártyagyulladást okozott. Operatív beavatkozásra volt szükség. Az Amerikai úti Szeretetházban fél nap után fél hatkor akarták elvégezni az operációt, Weisz azonban már a műtét megkezdése előtt meghalt. 56 éves volt.
Halálakor így emlékeztek meg róla:
„Az elhunyt rabbi annyira hozzáfűzte élete sorsát a temetőhöz, hogy állandóan a temető közelében lakott, a kőbányai utcasorban lévő bérházak egyikében. Mikor két évvel ezelőtt az egyik budapesti megürült rabbi-állásról a lapok megemlékeztek és az ő nevét is kombinálták, Weisz Mór dr. egy elhárító kézmozdulattal válaszolt: — Szó sincs róla. Én nem hagyom el az én kedves halottaimat. Nem is hagyta el őket. Most ő maga is közéjük megy pihenni.”

## Művei
- A zsidók története Sicilia szigetén (1889);
- Magyar zsidó oklevéltár (Frisch Árminnal együtt, 1905).
- Gans Dávid élete és művei és azoknak forrásai (1912);
- Winterberg Gyula családfája (1912);

Cikkei a Bloch Emlékkönyvben, a Blau Emlékkönyvben, a Magyar Zsidó Szemlében és a Nyitramegyei Lapokban jelentek meg.